# Cuscuta tinei
Cuscuta tinei är en vindeväxtart som beskrevs av Insenga. Cuscuta tinei ingår i släktet snärjor, och familjen vindeväxter. Inga underarter finns listade i Catalogue of Life.